# Жарамбаев, Торегельды Шукуруллаевич
Торегельды Шукуруллаевич Жарамбаев (каз. Төрегелді Шөкуроллаұлы Жарамбаев; 1964, Чимкент, Казахская ССР, СССР — 1993, СИЗО № 1, Шымкент, Казахстан) — советский и казахстанский серийный убийца, совершивший серию из как минимум 33 убийств детей, девушек, женщин и молодых мужчин с особой жестокостью в период с 1990 по 1992 год на территории города Шымкент. Известен под прозвищем «Шымкентский Чикатило». В 1993 году Шымкентским городским судом Жарамбаев был приговорён к смертной казни и впоследствии был расстрелян.

## Биография

### Детство и юность
Торегельды Жарамбаев родился в 1964 году в Чимкенте. Был третьим ребёнком в семье. Оба родителя Торегельды вели законопослушный образ жизни, не имели проблем с законом и вредных привычек, отрицательно влияющих на быт, здоровье детей и благосостояние семьи в целом, однако несмотря на это, детство и юность Жарамбаев провёл в социально неблагополучной обстановке. Уже в раннем детстве у него были выявлены признаки психического расстройства. Он демонстрировал девиантное и агрессивное поведение по отношению к своим родителям и другим людям в районе своего проживания.  В возрасте 15 лет, согласно утверждению самого Жарамбаева, он начал половую жизнь, однако одна из первых его девушек заразила его во время сексуальной связи венерическим заболеванием. В школе Жарамбаев не испытывал интереса к учебному процессу и имел репутацию хулигана. Из-за проблем с импульсивностью и самоконтролем он систематически проявлял агрессию по отношению к другим детям, вследствие чего постоянно подвергался дисциплинарным взысканиям. После окончания 8 классов школы Жарамбаев нигде не учился и не работал. В 1982 году он был призван в Советскую армию. Во время службы Торегельды Жарамбаев стал жертвой неуставных взаимоотношений со стороны старослужащих. В одном из конфликтов он был избит и получил черепно-мозговую травму. После этого психическое состояние Жарамбаева резко ухудшилось. По окончании службы в армии он вернулся домой к родителям. В 1984 году он был арестован по обвинению в антиобщественном поведении. Так как после ареста он демонстрировал девиантное поведение, по ходатайству городской прокуратуры он был направлен в одну из психиатрических клиник для проведения психиатрической экспертизы, по результатам которой у него была диагностирована шизофрения и назначен курс лечения в психиатрической клинике. После прохождения курса лечения Торегельды Жарамбаев вернулся в Шымкент. Ему была присвоена инвалидность по психиатрии и назначена социальная пенсия. Будучи на учёте в городском психиатрическом диспансере, он ежегодно по полтора-два месяца проходил курсы лечения в диспансере. В этот период согласно утверждению самого Торегельды Жарамбаева, он стал увлекаться алкогольными напитками и наркотическими веществами, в частности курением марихуаны. В 1986 году Жарамбаев женился на одной из местных девушек, которая родила ему сына. Однако семейная жизнь не заладилась. Вместе с женой он проживал с родителями и систематически конфликтовал с ними, так как они критиковали его за то. что он нигде не работал, а жил на иждивении родственников. В конце 1980-х годов он начал проявлять агрессию по отношению к жене и несколько раз избил её, после чего она в 1989 году ушла от него вместе с их ребёнком. В этот период психическое состояние Жарамбаева снова резко ухудшилось и он в начале 1990 года стал совершать убийства.

### Серия убийств
В период с 1990 года по 1992 года на территории Шымкента Торегельды Жарамбаев совершил как минимум 33 доказанных убийства. В совершении убийств он продемонстрировал выраженный ему образ действия. Во время совершения убийства он наносил своим жертвам удар тяжёлым предметом по голове сзади, после чего забивал их до смерти или наносил им множественные колото-резаные раны с помощью ножа. После совершения убийств Жарамбаев совершал над телами убитых различные постмортальные манипуляции, в частности подвергал сексуальному насилию в извращённой форме различными инородными предметами и мастурбировал. При этом он не имел никаких критериев для выбора жертв. Их пол, рост, вес, национальность и возраст не имел для него никакого значения.
Первое убийство Торегельды Жарамбаев совершил в феврале 1990 года. Жертвой стал младший сержант Советской армии Кенес Жакауов. Отслуживший срочную службу Жакауов был в Шымкенте проездом и ждал своего поезда в город Кызылорда, где проживал. Жарамбаев познакомился с ним в одной из столовых на привокзальной площади. В ходе разговора Жарамбаев предложил Жакауову выпить, на что он ответил согласием. Вечером того же дня, Жарамбаев уговорил младшего сержанта пойти с ним в город и приобрести ещё пару бутылок водки. На расстоянии около километра от вокзала вдоль железнодорожных путей, Жарамбаев совершил нападение на Кенеса Жакауова, в ходе которого ударил его по голове молотком, который прятал в рукаве своего пальто. Оглушённый Жакауов потерял сознание, после чего Жарамбаев забил его молотком до смерти и произвёл над его трупом различные постмортальные манипуляции. Он раздел трупа догола и изнасиловал его в извращённой форме с помощью ветки большого диаметра, которую он оставил в заднем проходе жертвы. Удовлетворившись истязаниями, Жарамбаев похитил у убитого документы и деньги, после чего покинул место совершения преступления. В ходе расследования на основании показаний буфетчицы был создан фоторобот убийцы. Женщина поведала, что преступник имел астеническое телосложение, особых примет не имел, находился в возрасте 30-35 лет, имел высокий рост, шрамов, татуировок и ювелирных украшений на руках не имел.
Следующей жертвой маньяка стала 16-летняя Лязат Дуйсебаева. В день убийства она поссорилась со своим парнем и решила пойти домой через парк. Жарамбаев став свидетелем ссоры, заметил что парень не стал провожать девушку и решил последовать за ней. В тёмной части парка он совершил на неё нападение, в ходе которого оглушил ударом молотка, после чего вытащил нож и зарезал девушку, нанеся ей 92 ножевых ранения. Судебно-медицинская экспертиза впоследствии установила, что девушка не была изнасилована, однако на её теле были найдены следы семени. Впоследствии будет установлено, что Жарамбаев после совершения убийства испытал сексуальное возбуждение при виде мертвого тела и занялся онанизмом. При этом вид крови его не смущал.
Через несколько недель жертвой серийного убийцы стал 12-летний Евгений Шаповалов. В ходе знакомства с мальчиком Жарамбаев узнал, что он ищет возможность подработать, после чего увёл его со школьного двора, пообещав ему дать работу. Заманив Шаповалова в парк, Жарамбаев оглушил его, после чего забил до смерти и произвёл над его телом постмортальные манипуляции. Он изнасиловал труп в извращённой форме с помощью палки большого диаметра, которую оставил в заднем проходе жертвы, после чего находясь рядом с трупом снова совершил акт мастурбации.
Следующей жертвой Жарамбаева стал 16-летний житель Шымкента, Марат Жакипбаев, который в день убийства возвращался с друзьями домой после свадьбы. Оказавшись дома, парень вместе с друзьями решил продолжить веселье во дворе, прихватив с застолья бутылку водки. В какой-то момент впавший в состояние алкогольного опьянения Марат вышел на улицу с целью прогуляться и пропал. Спустя час его друзья отправились на его поиски и обнаружили его труп в луже крови. Жарамбаев во время совершения убийства забил подростка до смерти несколькими ударами молотка по голове, после чего спустил ему штаны и вставил в задний проход палку. Не удовлетворившись этим, он достал нож, после чего вырезал на бедре убитого надпись «женитесь». В ходе расследования убийства, правоохранительные органы в качестве подозреваемых проверили сперва друзей-собутыльников убитого, после этого всех гостей и участников той свадьбы, где они гуляли до этого. Однако среди них Торегельды Жарамбаева не было.
Через несколько дней Жарамбаев снова совершил убийство. Жертвой стал 30-летний Махмуд Бураходжаев, работавший водителем. Во время нападения Жарамбаев проломил жертве череп несколькими ударами молотка, после чего выбил ему зубы и отрезал ножом его гениталии. Кроме этого выбиты зубы, отсутствовал детородный орган. Также он нанёс убитому несколько десятков ударов ножом в различные части тела. Перед тем, как покинуть место совершения убийства, он как и всем своим жертвам-мужчинам, вставил в задний проход Бураходжаеву деревянную палку большого диаметра. С места убийства Торегельды Жарамбаев забрал отрезанные гениталии убитого, которые рано утром следующего дня привязал верёвкой к дверям Енбекшинского районного загса. Изуродованное тело 30-летнего Махмуда Бураходжаева было обнаружено лишь спустя несколько дней.
Впоследствии Торегельды Жарамбаев совершил ещё 28 схожих по почерку убийств.

### Арест, следствие и суд
Торегельды Жарамбаев был арестован в начале 1992 года после попытки убийства очередной жертвы — 7-летнего мальчика. В дневное время суток он оглушил ударом молотка мальчика в парке, оттащил его в кусты и стал подвергать его сексуальному насилию, однако был вынужден бежать при появлении случайных свидетелей преступления. Среди них оказалась медсестра психиатрической клиники, где Жарамбаев ежегодно проходил курс лечения. Расследованием серии убийств занималась оперативная группа, которую возглавлял Жеткерген Суюпбергенов. Получив показания свидетельницы нападения на мальчика и узнав имя подозреваемого, сотрудники правоохранительных органов отправились в психиатрическую клинику, где изучили историю его болезни. После того как подозрения в адрес Жарамбаева усилились, Жеткерген Суюпбергенов вместе с нарядом милиции отправился к дому Жарамбаева, где он был арестован в тот же день. В ходе обыска его дома и других хозяйственных построек, были найдены очевидные доказательства причастности Торегельды Жарамбаева к серии убийств, в том числе окровавленный молоток, нож, окровавленные гири, которые в ряде убийств послужили его орудием, а также вещи убитых, в том числе паспорта и военный билет жертв, вырезанные зубы, расчёски для волос, наручные часы, женские сумки и даже окровавленные рейтузы и трусы. В день ареста Жарамбаева в одном из сараев на территории его дома были обнаружены могилы двух его жертв. Ещё один труп был захоронен прямо во дворе дома. Тело во дворе принадлежало молодой женщине, чья  личность так и не была установлена. Во время следствия было установлено, что мать и отец Торегельды Жарамбаева были осведомлены о том, что их сын является серийным убийцем и даже помогали ему закапывать трупы во дворе. Во время допроса пожилые родители Жарамбаева, имеющие проблемы со здоровьем заявили следователям, что не могли заявить в милицию о том из-за низкого уровня доверия к милиции, обусловленного противоправными действиями сотрудников правоохранительных органов в отношении гражданского населения и очень низкой правовой защищённости населения в период распада СССР, а также из-за угроз убийством в свой адрес со стороны своего сына. Жарамбаев на допросе заявил, что девушку, чей труп он закопал во дворе — он встретил на одной из улиц Шымкента. После знакомства он предложил ей пожить у себя и привёл домой, где запер во времянке. В течение нескольких недель он систематически подвергал девушку сексуальному насилию, после чего забил скалкой и молотком. Он не смог вспомнить её имя и заявил, что она находилась в возрасте около 20 лет. Он не смог объяснить мотив совершения убийств, заявив лишь о том, что испытывает ненависть к категории людей, которые детство и юность проводят в социально благополучной обстановке, а также счастливы в браке.
Сам Торегельды Жарамбаев во время допросов демонстрировал признаки биполярного расстройства. Его психическое состояние характеризовалось частой сменой настроения, периоды депрессии у него часто сменялись периодами гиперактивности, во время которых он активно сотрудничал со следствием и давал подробные показания по каждому эпизоду. Впоследствии он отказался признать себя виновным и заявил о своей невменяемости, утверждая что вынужден был совершить все убийства под воздействием голосов неустановленного происхождения. Так как после распада СССР в системе здравоохранения Казахстана был кризис, Жарамбаев согласно договоренности с МВД России был этапирован в Государственный национальный центр социальной и судебной психиатрии имени Сербского, где на протяжении двух месяцев с ним работали специалисты. На основании результатов ряда психиатрических экспертиз было установлено, что Торегельды Жарамбаев в момент совершения преступлений мог осознавать фактический характер и общественную опасность своих действий, вследствие чего он был признан вменяемым. Судебный процесс открылся в начале 1993 года. Собранная следствием доказательственная база на суде была признана исчерпывающей, вследствие чего Жарамбаев были признан виновным, после чего суд назначил ему уголовное наказание в виде смертной казни. В конце 1993 года Торегельды Жарамбаев был расстрелян. Его родители также были привлечены к уголовной ответственности по обвинению в несообщении преступлении, но были осуждены условно. Настоящее количество жертв Торегельды Жарамбаева стало предметом споров. По мнению бывшего следователя Жеткергена Суюпбергенова Жарамбаев совершил около 50 убийств, однако очевидных доказательств причастности Торегельды Жарамбаева было найдено только по 33 убийствам.

## В массовой культуре
- Документальный фильм «Чимкентский Чикатило» из цикла «Было дело. Советский Казахстан» (2016)[9]
- Серия «Свадьба Шалкара» из сериала «5:32» основана на деле Торегельды Жарамбаева (2021)